# Gran Premio Nobili Rubinetterie 2009
Il Gran Premio Nobili Rubinetterie 2009, dodicesima edizione della corsa e valida come evento dell'UCI Europe Tour 2009 categoria 1.1, si svolse il 18 aprile 2009 su un percorso di 186,7 km. La vittoria fu appannaggio dello sloveno Grega Bole, che completò il percorso in 4h31'00", precedendo gli l'italiano Fortunato Baliani e l'ucraino Andrij Hrivko.
Sul traguardo 40 ciclisti, su 139 partiti, portarono a termine la competizione.

## Squadre partecipanti
| N.    | Cod. | Squadra                         |
| ----- | ---- | ------------------------------- |
| 1-8   | LIQ  | Liquigas                        |
| 11-18 | BAR  | Team Barloworld                 |
| 21-28 | LPR  | LPR Brakes-Farnese Vini         |
| 31-38 | ASA  | Acqua & Sapone                  |
| 41-48 | FLM  | Ceramica Flaminia-Bossini Docce |
| 51-58 | CSF  | CSF Group-Navigare              |
| 61-68 | AMI  | Amica Chips-Knauf               |
| 71-78 | SDA  | Serramenti PVC Diquigiovanni    |
| 81-88 | ISD  | ISD-Neri                        |
| 91-98 | ADR  | Adria Mobil                     |

| N.      | Cod. | Squadra                        |
| ------- | ---- | ------------------------------ |
| 101-108 | MIE  | Miche-Silver Cross             |
| 111-118 | CMO  | Carmiooro-A-Style              |
| 121-128 | CZP  | Centri della Calzatura         |
| 131-138 | HAD  | Nazionale Elettronica-New Slot |
| 141-148 | UTE  | Team Utensilnord               |
| 151-158 | AMO  | Amore & Vita-McDonald's        |
| 161-168 | ARH  | Atlas Personal-Jakroo          |
| 171-178 | KCT  | Meridiana-Kalev Chocolate Team |
| 181-188 | BLM  | Betonexpressz 2000-Limonta     |

## Ordine d'arrivo (Top 10)
| Pos. | Corridore          | Squadra      | Tempo    |
| ---- | ------------------ | ------------ | -------- |
| 1    | Grega Bole         | Amica Chips  | 4h31'00" |
| 2    | Fortunato Baliani  | CSF Group    | s.t.     |
| 3    | Andrij Hrivko      | ISD-Neri     | s.t.     |
| 4    | Daniele Callegarin | C. Calzatura | a 17"    |
| 5    | Gabriele Bosisio   | LPR Brakes   | s.t.     |
| 6    | Francesco Failli   | Acqua & Sap. | s.t.     |
| 7    | Pasquale Muto      | Miche        | s.t.     |
| 8    | Giovanni Visconti  | ISD-Neri     | s.t.     |
| 9    | Chris Froome       | Barloworld   | s.t.     |
| 10   | Robert Kišerlovski | Amica Chips  | a 21"    |